# Службеник државног савета (Канада)
Службеник државног савета (енгл. Clerk of the Privy Council, фр. Greffier du Conseil privé) је професионални шеф Јавног сервиса Канаде. Као заменик министра за Државног савезта Канаде, службеник је виши државни службеник у Влади Канаде и служи као секретар Кабинета (француски:secrétaire du Cabinet).
Улога службеника треба да је непристрасна, службеници могу служити више премијера и не припадају ниједној политичкој странци. Као секретар Кабинета, ова улога пружа непристрасне савете министарству и надгледа савете и подршку политици која се даје Кабинету и његовим одборима. Као шеф јавне службе, службеник је одговоран за друге заменике министара и пружање ванстраначких, стручних савета Влади у целини.
Службеник је гувернер у Савету који се именује по савету премијера. Ијан Шугарт је 19. априла 2019. именован за 24. службеника Државног савета и секретара Кабинета. Премијер Џастин Трудо је 1. марта 2021. објавио да ће Џенис Шарет служити као привремени службеник Тајног савета од 9. марта 2021. док се Шугарт подвргава лечењу рака.
У провинцијама и територијама, еквивалентна позиција вишег јавног службеника назива се секретар кабинета или чиновник извршног већа (на француском:secrétaire du conseil exécutif or greffier du conseil exécutif).

## Историја
Државни савет за Канаду је основан и овлашћен Уставним актом из 1867. године и од тада постоји службеник Државног већа.
Број запослених у државном савету повећан је са 142. на 352. члана између 1971. и 1975. године.
Године 1989, реформе које је покренуо премијер Брајан Малруни дале су чиновничком положају његове данашње одговорности. Експерт Доналд Савој их описује као комбинацију три улоге: „секретара кабинета, шефа нестраначке јавне службе и заменика министра — или највишег бирократе — премијера“. Једна критика овог аранжмана је да би он могао да стави високе непартијске званичнике у позицију да заузимају „партизанске позиције”. Службеници генерално имају велико претходно искуство у јавној служби Канаде пре него што буду именовани.
| Бр. | Службеник                   | Терм                  | Белешке                                      |
| --- | --------------------------- | --------------------- | -------------------------------------------- |
| 1   | Вилијам Хенри Ли            | 1867–1872             |                                              |
| 2   | Вилијам Алфред Химсворт     | 1872–1880             |                                              |
| 3   | Жозе Оливије Коте           | 1880–1882             |                                              |
| 4   | Џон Џозеф Макги             | 1882–1907             |                                              |
| 5   | Рудолф Боуде                | 1907–1923             |                                              |
| 6   | Ернест Жозе Лемар           | 1923–1940             |                                              |
| 7   | Арнолд Данфорд Патрик Хинеј | 1940–1949             |                                              |
| 8   | Норман Александар Робертсон | 1949–1952             |                                              |
| 9   | Жак Пикержил                | 1952–1953             |                                              |
| 10  | Роберт Брајс                | 1954–1963             |                                              |
| 11  | Роберт Гордон Робертсон     | 1963–1975             |                                              |
| 12  | Питер Мичел Питфилд         | 1975–1979             |                                              |
| 13  | Марсел Масе                 | 1979–1980             |                                              |
| —   | Питер Мичел Питфилд         | 1980–1982             | Претходно обављао функцију од 1975 до 1979.  |
| 14  | Гордон Осбалдестон          | 1982–1985             |                                              |
| 15  | Пол М. Телијер              | 1985–1992             |                                              |
| 16  | Глен Шортлиф                | 1992–1994             |                                              |
| 17  | Жозелин Бургон              | 1994–1999             |                                              |
| 18  | Мел Капе                    | 1999–2002             |                                              |
| 19  | Александер Химелфарб        | 2002–2006             |                                              |
| 20  | Кевин Г. Линч               | 2006–2009             |                                              |
| 21  | вејн Вотерс]                | 2009–2014             |                                              |
| 22  | Џанис Шарет                 | 2014–2016             |                                              |
| 23  | Мајкл Верник                | 2016–2019             |                                              |
| 24  | Ијан Шугарт                 | 2019-2021             | Одсутан.                                     |
| —   | Џанис Шарет                 | 2021–вршилац дужности | Претходно обављала функцију од 2014 до 2016. |